# Gran Turismo 5
Gran Turismo 5 er det femte Gran Turismo-spil. Det er udgivet af Sony og lavet til PlayStation 3. Det er et racer-simulations spil med HD graffik (kræver HD-TV).

## A-Spec
A-Spec er den del af karrieren, som er baseret ræs og løb, nogen med specielle bil eller års-krav. Man kan som I B-Spec tjene Bounty/penge som man kan bruge til at købe ubrugte/brugte biler.

## B-Spec
B-Spec er den del af karrieren, som er baseret på at lave sit eget racerhold, og få flere racerbils-kørere til sit hold. Man styre hvad raceren skal køre, men man styre ham ikke direkte med kontrolleren. Jo mere racerløb raceren vinder, jo flere Bounty/penge får man til at købe ubrugte/brugte biler. Når raceren har nok erfaring, blive hans erfarings-level større.
| computerspil | Spire Denne computerspilsrelaterede artikel er en spire som bør udbygges. Du er velkommen til at hjælpe Wikipedia ved at udvide den. |

1. ↑  Navnet er anført på bokmål og stammer fra Wikidata hvor navnet endnu ikke findes på dansk.